# Noor Mohammed Hassanali
Noor Mohammed Hassanali, né le 13 août 1918 à San Fernando et mort le 25 août 2006 à Port-d'Espagne, est un homme d'État trinidadien, président de la République de 1987 à 1997.
Sixième enfant d'une fratrie de sept, il naît à San Fernando dans une famille suivant les préceptes de l'Islam. Il enseigna le droit à Naparima de 1938 à 1943. De 1943 à 1945, il est au Canada, intégré dans l'armée en raison de la Seconde Guerre mondiale. Il retourne dans son pays et devient avocat entre 1948 et 1953, magistrat (1960-1965), puis juge de la Haute-Cour (1966-1978). Il arrêta sa carrière judiciaire en 1985.
Il se présente à l'élection présidentielle de 1987, comme candidat de la NAR (National Alliance of Reconstruction) et fut élu. Il est le deuxième président de la République de Trinité-et-Tobago, et le premier président indo-trinidadien et musulman du pays et du continent américain.
Très populaire, il est réélu en 1992. Pendant son premier mandat, le régime subit une tentative de coup d'État organisée par le Jamaat al Muslimeen en 1990, rapidement réprimée. Le président est décrit comme une des personnes les plus neutres, réservées et dignes de l'histoire du pays.
Il meurt en août 2006 à l'âge de 88 ans.
Sur le plan personnel, il est de confession musulmane, a épousé Zalayhar Hassanali, avec qui il a eu deux enfants.